# Джейсон, Дэвид
Сэр Дэвид Джон Уайт, OBE (род. 2 февраля 1940, Эдмонтон, Большой Лондон) — английский актёр, известный под своим сценическим псевдонимом Дэвид Джейсон. Прославился своими ролями Дерека «Дель Бой» Троттера в ситкоме BBC «Дуракам везёт», детектива-инспектора Джека Фроста в «Детектив Джек Фрост», Грэнвиля в «Открыто круглосуточно» и «Всё ещё открыто круглосуточно» и Попа Ларкина в «Нежные майские цветы», а также озвучиванием мистера Тоада в мультфильме «Ветер в ивах», БДВ в фильме 1989 года и главных героев мультсериалов «Опасный Мышонок» и «Граф Даккула». Его последнее появление в роли Дель Боя было в 2014 году; от роли Фроста он отказался в 2010 году. Уайт озвучивает капитана Скиппера, дядю Пипа, в мультсериале для дошкольников Pip Ahoy!
В сентябре 2006 года Джейсон возглавил опрос, посвящённый 50 величайшим телезвёздам, в рамках празднования 50-летия ITV. В 2005 году он был посвящён в рыцари за заслуги в актёрском мастерстве и комедии. Джейсон получил четыре награды Британской академии в области телевидения (BAFTA) (1988, 1991, 1997, 2003), четыре премии British Comedy Awards (1990, 1992, 1997, 2001) и семь премий National Television Awards (дважды в 1996 и в 1997 годах, а также в 2001, 2002 и 2011).